# Ray Edmonds
Ernest Raymond „Ray“ Edmonds (* 25. April 1936 in Grimsby) ist ein ehemaliger englischer Snooker- und English-Billiards-Spieler. Edmonds kann in beiden Sportarten Erfolge vorweisen und war zwischen 1978 und 1997 für neunzehn Jahre professioneller Snookerspieler.

## Karriere

### Anfänge als Amateur
Edmonds wurde am 25. April 1936 in Grimsby geboren. Während seiner Zeit als Amateur gewann Edmonds zahlreiche lokale Titel sowie mehrfach die CIU Championship. Nationale Aufmerksamkeit erlangte er 1961, als er bei der English Amateur Championship unter anderem Mario Berni und Marcus Owen besiegte, ins Finale einzog und dort aber mit 9:11 gegen Allan Barnett verlor. Ein Jahr später unterlag er im Viertelfinale John Price, 1963 im Finale der Nord-Qualifikation gegen Gary Owen. Nachdem er 1964 bereits früh ausschied, verzichtete er in den folgenden Jahren auf Teilnahmen am Turnier. Erst 1969 kehrte er zurück und erreichte zum zweiten Mal das Finale des Turnieres, das er diesmal mit 11:6 gegen Jonathan Barron gewann. Zwei Jahre später verlor er im Finale der Nord-Qualifikation gegen Doug French. Ein Jahr später besiegte er nach Siegen über Dennis Taylor und John Virgo an gleicher Stelle Sid Hood, unterlag dann aber im Meisterschaftsfinale Jonathan Barron.
1973 qualifizierte er sich mit einem Sieg über John Virgo für das Endspiel, unterlag aber in diesem mit Marcus Owen. Kurze Zeit später nahm er an der Amateur-Weltmeisterschaft teil, überstand mit nur zwei Niederlagen die Haupt- und Halbfinal-Gruppenphasen, qualifizierte sich mit einem Sieg über Jonathan Barron für das Endspiel und besiegte in diesem äußerst knapp mit 11:10 den Südafrikaner Mannie Francisco. Im selben Jahr konnte er an dem professionellen Turnier Norwich Union Open teilnehmen, bei dem er im Viertelfinale gegen John Spencer verlor. Ein Jahr später besiegte er im Finale der Qualifikation der English Amateur Championship Doug French und sicherte sich dann mit einem Sieg über den Iren Patsy Fagan seinen zweiten Meistertitel. Ebenfalls 1974 erreichte Edmonds erneut das Finale einer Amateur-Weltmeisterschaft und gewann in diesem mit 11:9 gegen Geoff Thomas. Zudem nahm er ohne größeren Erfolg an den Watney Open und den Norwich Union Open teil. 1975 folgte eine frühe Niederlage bei der englischen Meisterschaft.
1976 unterlag er bei der englischen Meisterschaft im Qualifikations-Halbfinale John Virgo, bevor er im selben Jahr im Viertelfinale der Amateur-Weltmeisterschaft gegen Paul Mifsud verlor und 1977 bei der englischen Meisterschaft im Achtelfinale der Qualifikation Paul Medati unterlag. 1978 nahm er letztmals an der Meisterschaft teil, besiegte unter anderem Tony Knowles und musste sich im Halbfinale der Qualifikation Ian Williamson geschlagen geben. Im selben Jahr wurde er Profispieler.

### Erste Profijahre im Snooker
In seiner ersten Profisaison, der Spielzeit 1978/79, nahm Edmonds an drei Turnieren teil, verlor aber jeweils sein Auftaktspiel. In der nächsten Saison gewann Edmonds seine ersten Profispiele und schied dabei beim British Gold Cup in der Qualifikation und bei der Snookerweltmeisterschaft in der Runde der letzten 24 aus und erreichte bei der UK Championship das Viertelfinale. Da jedoch die UK Championship keinen Einfluss auf die Weltrangliste hatte, er bei der Snookerweltmeisterschaft die entsprechende Runde knapp verpasste und erst ab 1982 schrittweise andere Turniere neben der WM Einfluss auf die Weltrangliste bekamen, blieb er nach diesen beiden Saisons auf dieser ungesetzt.
In der Saison 1980/81 verlor Edmonds bei der UK Championship sein Auftaktspiel, zog aber bei der Snookerweltmeisterschaft in die Runde der letzten 24 und bei der Yamaha Organs Trophy in die Haupt-Gruppenphase ein, in der er aber jeweils ausschied. Bei der English Professional Championship besiegte er aber Mike Hallett, Fred Davis und Joe Johnson, bevor er im Halbfinale des Turnieres mit 0:9 gegen Steve Davis verlor. Am Ende der Saison wurde er erstmals auf der Weltrangliste geführt, genauer gesagt auf Rang 28.
Während der folgenden Saison verlor Edmonds jedoch bei drei Turnieren in den ersten beiden Runden. Beim International Masters zeigte er jedoch eine bessere Leistung und zog bis in die Halbfinal-Gruppenphase ein, in der er trotz eines Sieges über Dennis Taylor ausschied. Am Ende der Saison besiegte er beim Bass and Golden Leisure Classic Clive Everton, Paul Medati und Mike Hallett, womit er ins Finale einzog, dort aber mit 1:4 Rex Williams unterlag. Am Saisonende verlor er wieder seinen Weltranglistenplatz.

### Etablierung auf der Rangliste
Im Laufe der Saison 1982/83 schied Edmonds bei drei Turnieren in der ersten Runde aus, erreichte aber bei der Snookerweltmeisterschaft die Runde der letzten 48 und bei den International Open die Runde der letzten 32. Auf der Weltrangliste platzierte er sich infolge der Saison auf Rang 34. Auch in der Saison 1983/84 verlor Edmonds dreimal in der ersten Runde, schied aber beim Classic und bei der Snookerweltmeisterschaft erst in der jeweils zweiten Runde aus und erreichte bei den International Open erneut die Runde der letzten 32. Trotzdem verschlechterte er sich auf Rang 50.
In der Saison 1984/85 musste Edmonds schon vier Auftaktniederlagen einstecken, schied aber bei den British Open erst in der Runde der letzten 64, beim Classic in der Runde der letzten 48 und bei der Snookerweltmeisterschaft in der Runde der letzten 32 aus. Dennoch verlor er auf der Weltrangliste einen weiteren Platz. Fernab des Snookersports erreichte Edmonds 1985 das Finale der English-Billiards-Weltmeisterschaft und besiegte in diesem Norman Dagley mit 3:1. Durch seinen Titel bei der English-Billiards-WM ist er der einzige Spieler, der sowohl diesen Titel als auch mindestens einen Titel beider Amateur-Snooker-WM gewinnen konnte.
Während der folgenden Saison verbesserte sich Edmonds Form weiter und er verlor nur noch drei Auftaktspiele. Zudem erreichte er bei der UK Championship die Runde der letzten 64, beim Grand Prix und bei der Snookerweltmeisterschaft die Runde der letzten 32 und bei der English Professional Championship das Achtelfinale. Auf der Weltrangliste verbesserte er sich auf Rang 46.

### Abschied aus den Top 64
Im Rahmen der Saison 1986/87 schied Edmonds bei je drei Turnieren in der für ihn ersten beziehungsweise zweiten Runde aus. Lediglich bei der Snookerweltmeisterschaft erreichte er mit Siegen über Steve James und Eddie Sinclair die für ihn dritte Runde, die Runde der letzten 48, in der er gegen Murdo MacLeod ausschied. Auf der Weltrangliste verlor er dreizehn Plätze. In der nächsten Saison verlor er vier Auftaktspiele, schied beim Classic in der Runde der letzten, aber auch beim Grand Prix und bei der UK Championship in der Runde der letzten 32 aus. Dadurch konnte er sich auf der Weltrangliste um fünf Plätze verbessern.
Im Laufe der Saison 1988/89 schied Edmonds je viermal in der für ihn ersten bzw. zweiten Runde aus. Ein Erfolg dagegen gelang ihm beim Grand Prix, als er unter anderem mit einem Sieg über John Parrott ins Achtelfinale einzog und dort gegen Rex Williams verlor. Auf der Weltrangliste verbesserte er sich auf Rang 49. In der folgenden Saison erreichte er jedoch nur noch bei vier von zehn Turnieren überhaupt die Runde der letzten 64, in der er auch jeweils ausschied. Infolgedessen rutschte er auf Rang 72 ab.

### Letzte Profijahre
Wie auch schon in den Jahren zuvor erreichte Edmonds in der Spielzeit 1990/91 nur selten eine höhere als die für ihn dritte Spielrunde eines Turnieres. In dieser Saison war dies nur beim Dubai Classic, bei der UK Championship und bei der Snookerweltmeisterschaft der Fall. Bei den ersten beiden Turnieren schied er dadurch nach zwei gewonnenen Spielen in der Runde der letzten 64 aus, bei der WM hingegen nach drei Siegen in der Runde der letzten 48. Auf der Weltrangliste rutschte er auf Rang 95 ab. In der nächsten Saison gewann er nur drei Auftaktspiele und schied dabei bei den Asian Open in der Runde der letzten 96 und sowohl beim Classic als auch bei den Strachan Open in der Runde der letzten 64 aus. Auf der Weltrangliste verlor er weitere Plätze, nun wurde er auf Rang 111 geführt.
In der Saison 1992/93 gewann zwar bei vier von neun Turnieren mindestens ein Spiel, schied aber jeweils in der daraufhin folgenden Runde aus. Es war die letzte Saison, während der an mehr als einem Turnier teilnahm. Auf der Weltrangliste rutschte er auf Rang 134 ab. In folgenden beiden Spielzeiten 1993/94 und 1994/95 nahm Edmonds nur an der Snookerweltmeisterschaft teil, wobei er in beiden Fällen sein Auftaktspiel verlor. Auf der Weltrangliste stürzte er über Rang 241 auf Rang 500 ab. Infolgedessen bestritt er kein einziges Spiel mehr, bis er zum Ende der Saison 1996/97 seine Profikarriere nach neunzehn Jahren beendete.
Bereits 1983 eröffnete Edmonds in Grimsby das Ray Edmonds Snooker Centre. Das Snooker Centre ist unter anderem der Trainingsort des englischen Spielers Jamie Curtis-Barrett. Davon abgesehen trat er bis 2004 als TV-Kommentator für ITV und die British Broadcasting Corporation in Erscheinung. Zudem war er von spätestens 1991 bis 1995 Mitglied im Vorstand der World Professional Billiards & Snooker Association. Im Jahr 2004 übergab er auch die Unternehmensführung seines Snookerclubs an seinen Sohn Alan ab.

## Erfolge
| Ausgang                        | Jahr | Turnier                              | Finalgegner      | Ergebnis  |
| ------------------------------ | ---- | ------------------------------------ | ---------------- | --------- |
| Amateurturniere im Snooker     |      |                                      |                  |           |
| Zweiter                        | 1961 | English Amateur Championship         | Allan Barnett    | 9:11      |
| Zweiter                        | 1963 | English Amateur Championship – North | Gary Owen        | 0:6       |
| Zweiter                        | 1965 | English Amateur Championship – North | John Spencer     | 4:6       |
| Zweiter                        | 1966 | English Amateur Championship – North | John Spencer     | 4:6       |
| Zweiter                        | 1967 | English Amateur Championship – North | Sid Hood         | 4:6       |
| Sieger                         | 1969 | English Amateur Championship – North | unbekannt        | unbekannt |
| Sieger                         | 1969 | English Amateur Championship         | Jonathan Barron  | 11:6      |
| Zweiter                        | 1970 | English Amateur Championship – North | Sid Hood         | 5:6       |
| Zweiter                        | 1971 | English Amateur Championship – North | Doug French      | 4:6       |
| Sieger                         | 1972 | English Amateur Championship – North | Sid Hood         | 6:1       |
| Zweiter                        | 1972 | English Amateur Championship         | Jonathan Barron  | 9:11      |
| Sieger                         | 1972 | World Amateur Championship           | Mannie Francisco | 11:10     |
| Sieger                         | 1973 | English Amateur Championship – North | John Virgo       | 6:4       |
| Zweiter                        | 1973 | English Amateur Championship         | Marcus Owen      | 6:11      |
| Sieger                         | 1974 | English Amateur Championship – North | Doug French      | 6:3       |
| Sieger                         | 1974 | English Amateur Championship         | Patsy Fagan      | 11:7      |
| Sieger                         | 1974 | IBSF-Snookerweltmeisterschaft        | Geoff Thomas     | 11:9      |
| Professionelle Snookerturniere |      |                                      |                  |           |
| Zweiter                        | 1982 | Bass and Golden Leisure Classic      | Rex Williams     | 1:4       |
| Turniere im English Billiards  |      |                                      |                  |           |
| Sieger                         | 1985 | English-Billiards-Weltmeisterschaft  | Norman Dagley    | 3:1       |